# Proletkoelt
Proletkoelt (kort voor het Russische: пролетарская культура; proletarskaja koeltoera, proletarische cultuur) is een beweging die in Rusland ontstond kort na de revolutie van 1917. Doelstelling was het tot stand brengen van een cultuur voor en door proletariërs en het tegengaan van de bourgeoiscultuur, via verenigingen en zogenaamde volksuniversiteiten. 

## Idee en gedachtegoed

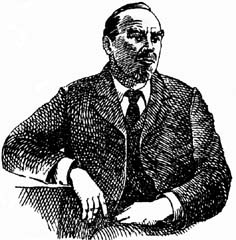
Aleksandr Bogdanov, geestelijk vader van de Proletkoelt

De geestelijk vader van Proletkoelt was de theoreticus Aleksandr Bogdanov (1873-1928). Hij pleitte voor autonomie in de kunst, die niet afhankelijk mocht zijn van politieke controle door de communistische partij. Het doel was arbeiders wakker te schudden zonder een beroep te doen op ‘burgerlijke specialisten’ of revolutionaire intellectuelen.
Na de revolutie schoten de organisaties voor proletarische cultuur als paddenstoelen uit de grond. In 1920 telde Proletkoelt 500.000, toentertijd bijna net zoveel als de communistische partij. Overal, aanvankelijk vooral in de steden, later ook op het platteland, vond je theaterkringen, studio’s voor schilderen en beeldhouwkunst, literaire verenigingen etc. In Rusland had de beweging wel af te rekenen met een culturele achterstand, waardoor de meeste initiatieven vaak niet verder kwamen dan elementaire alfabetisering.
De Proletkoelt-dichters bezongen revolutionaire gebeurtenissen en het arbeiderscollectief. Het werk van Aleksej Gastev (1882-1939), Michail Gerasimov (1889-1939) en Vladimir Kirillov (1889–1943) is doordrongen van optimisme, romantiek en heldendom. De stad fascineert hen als element van bevrijding. Hun gedichten stonden sterk onder invloed van het futurisme, zijn urbanistisch, industrialistisch en collectivistisch. In het theater werd gebruikgemaakt van grootse ensceneringen (Vsevolod Meyerhold), soms uitmondend in massaspelen (ook in de film, denk aan Eisenstein). Typerend voor de Proletkoelt is ook de ‘agitprop’ (ROSTA-posters).
De beweging had ook internationale aspiraties, maar het buitenland reageerde zwakjes.

## Einde van de beweging
Hoewel de Proletkoelt aanvankelijk werd gesteund door de Sovjetautoriteiten, met als belangrijkste pleitbezorger Anatoli Loenatsjarski, kreeg zij halverwege de jaren twintig steeds meer met zware kritiek te kampen, met name door Leon Trotski (hij vond de Proletkoelt ‘destructief’, met name in haar streven om alle ‘oude’ kunst ‘te verbranden’) en de vooraanstaande literatuurcriticus Aleksandr Voronski. Voronski trad in 1924 uit de beweging, richtte zijn eigen literaire genootschap Pereval op, en trok van leer tegen de intolerante en orthodoxe lijn van de Proletkoelt. Met de aankondiging van de NEP stortte de Proletkoelt vanaf midden jaren twintig geleidelijk in elkaar. Het ideaal van de onmiddellijke communistische maatschappij was opgegeven. Lenin greep terug op kapitalistische principes, waardoor de voorwaarden voor creatieve activiteit door arbeiders werd ondermijnd. Gerasimov en Kirilov traden uit protest tegen dit ‘verraad aan de wereldrevolutie’ zelfs terug uit de communistische partij. In de jaren dertig werden ze zelf het slachtoffer van de Stalinterreur.
Samen met andere creatieve verenigingen zoals de RAPP, de VAPP (beide proletarische schrijversverenigingen) en de RAPM (proletarische vereniging voor musici) gingen de laatste restanten van de Proletkoelt in 1932 over in de nieuw opgerichte Bond van Sovjetschrijvers. Binnen de schrijversbond en daarmee het socialistisch realisme bleven diverse van de uitgangspunten van Proletkoelt nog lange tijd herkenbaar. De literaire betekenis van de Proletkoelt is uiteindelijk echter beperkt gebleven.